# VPABX
Virtual PABX – zrealizowanie funkcjonalności "tradycyjnego" hardwareo'wego PABX-a w oparciu o platformę software'ową. Przykładem "Wirtualnego" PABX-a mogą być rozwiązania IP-PABX wykorzystujące jako medium transmisyjne technologię bezprzewodowego dostępu do sieci (WLAN - IEEE 802.11b/g lub inne) lub też rozwiązanie znajdujące się w ofercie operatora sieci T-Mobile - Polska Telefonia Cyfrowa S.A. lub w ofercie PTK Centertel - operatora sieci Orange, wykorzystujące tzw. platformę sieci inteligentnych (IN networks).
Rozwiązanie wirtualne charakteryzuje się szeregiem korzyści - do najważniejszych należą:
- w większości przypadków brak opłat za sprzęt (w rozwiązaniach "tradycyjnych" sprzęt generuje ok. 80% wszystkich kosztów związanych z wdrożeniem)
- brak ograniczeń - użytkownicy rozwiązania wirtualnego najczęściej nie są ograniczeni okablowaniem (przykład - rozwiązanie wykorzystujące technologię WLAN lub rozwiązanie oferowane przez sieć T-Mobile – wykorzystujące telefony komórkowe)
- brak opłat za instalację i serwis (w większości przypadków)
- w większości przypadków prostota w konfiguracji w porównaniu z rozwiązaniem tradycyjnym (przykład - rozwiązanie dostępne w sieci T-Mobile – zarządza się przez przeglądarkę internetową w dedykowanej aplikacji MSF - Menedżer Sieci Firmowej). W Orange z kolei wystarczy dowolny dostęp do Internetu, a zmiany wprowadzane w konfiguracji działają od razu po ich zapisaniu. Zarówno w przypadku operatora sieci Orange jak i T-Mobile, klienci mają możliwość otrzymania na wejściu stacjonarnego lub komórkowego numeru dostępowego. Odbieranie połączeń odbywa się na dowolnych numerach stacjonarnych lub komórkowych (polskich lub zagranicznych) włączonych do usługi V-PABX (Virtual PABX), również w przypadku Wirtualnej Centralki Orange na dowolnych numerach – stacjonarnych lub komórkowych, zarówno Orange jak i konkurencji.

Większość rozwiązań wirtualnych oferuje wszystkie funkcjonalności dostępne w tradycyjnych PABX-ach:
- możliwość budowania wielopoziomowych drzew zapowiedzi w oparciu o IVR,
- możliwość budowania grup wywoławczych,
- możliwość przełączania rozmów w ramach jednej lub kilku firm.